# فلمت (کنتاکی)
فلمت (به انگلیسی: Falmouth) شهری در ایالت کنتاکی کشور ایالات متحده آمریکا است که جمعیت آن در سرشماری سال ۲۰۱۰ میلادی، ۲٬۱۶۹ نفر بوده‌است.